# Vivre et laisser mourir (film)
Pour les articles homonymes, voir Vivre et laisser mourir.
Série
Les diamants sont éternels
(1971) L'Homme au pistolet d'or
(1974)
Pour plus de détails, voir Fiche technique et Distribution.
Vivre et laisser mourir (Live and Let Die) est un film d'espionnage britannique réalisé par Guy Hamilton et sorti en 1973.
Adaptation cinématographique du roman du même nom de Ian Fleming paru en 1954, c'est le 8e opus de la série des films de James Bond produite par Harry Saltzman et Albert R. Broccoli, par l'intermédiaire de leur société EON Productions et le premier dans lequel Roger Moore  incarne James Bond.

## Synopsis

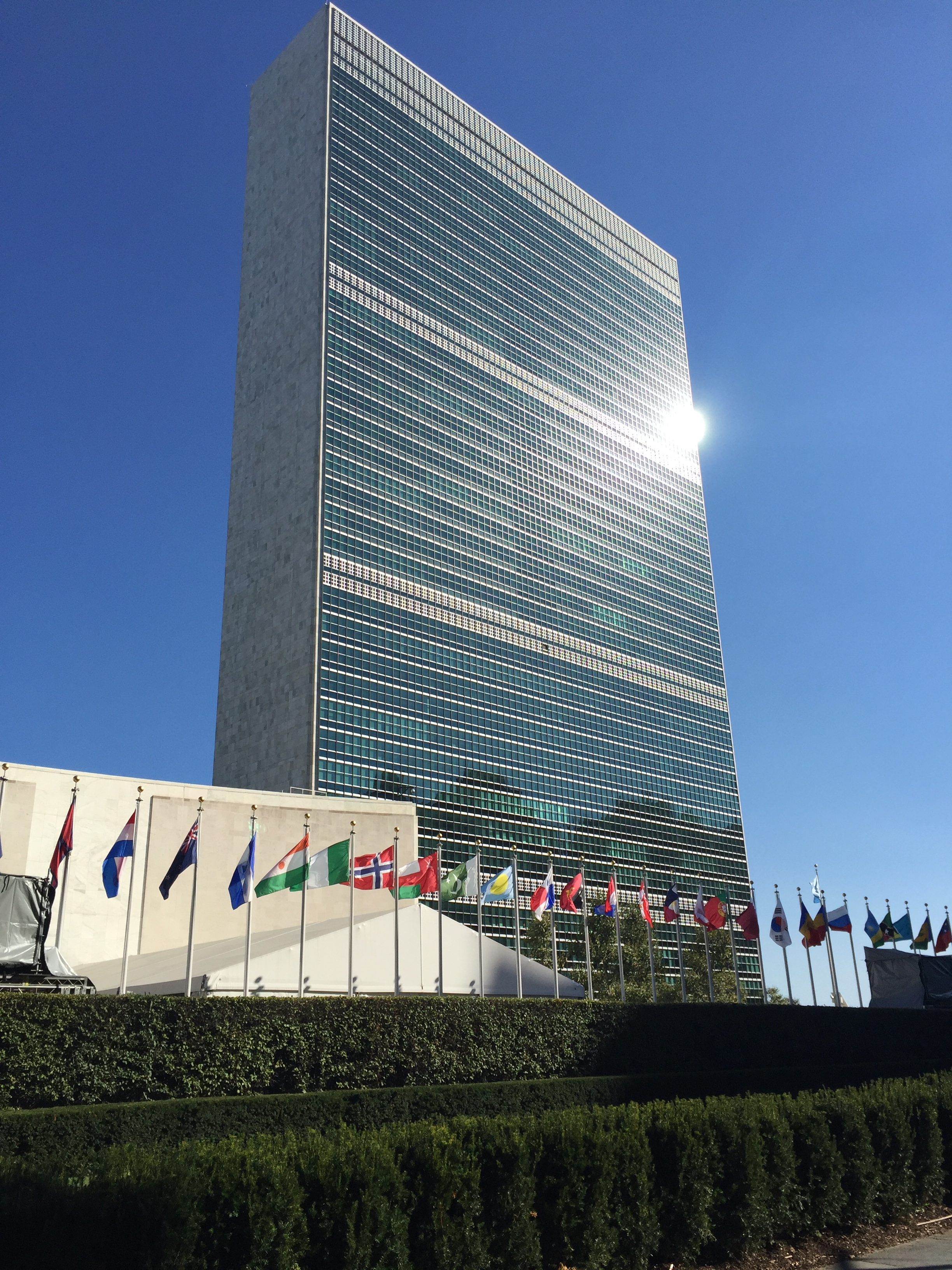
Siège des Nations Unies à New-York

Trois agents du MI6 sont assassinés à différents endroits (New York, Louisiane, Antilles) dans des circonstances mystérieuses en vingt-quatre heures alors qu'ils enquêtaient sur le Dr Kananga, le dictateur d'une petite île caribéenne, San Monique.
M envoie alors James Bond enquêter à New York, où Kananga est en visite au siège des Nations unies. Dès qu'il arrive, le chauffeur de Bond est tué et, lui, échappe de peu à un accident. Felix Leiter, qui espionne les appartements de Kananga, dirige Bond vers un magasin vaudou où il retrouve la voiture du tueur. Bond suit ensuite Mr Big, un gangster qui possède la chaîne de restaurants « Fillet of Soul ». Une fois attablé dans le Fillet of Soul de Harlem, Bond est capturé et il y rencontre Solitaire, une splendide cartomancienne qui a le don de voir dans l'avenir (ce sont ses visions qui ont permis à Kananga de trouver et d'éliminer les agents britanniques). Bond est sur le point d'être tué mais il se débarrasse de ses agresseurs et repart avec Harold Strutter, un agent de la CIA qui l'avait suivi.
Bond se rend à San Monique où il évite un serpent glissé dans sa chambre d'hôtel puis rencontre Rosie Carver, un agent double de la CIA qui se fait appeler Mme Bond. Elle a pour mission de piéger Bond mais ce dernier est mystérieusement averti par des cartes de tarot et reste prudent. James et Rosie prennent contact avec Quarrel Jr. qui possède un bateau avec lequel ils se rendent à l'endroit où est mort Baines, l'ancien agent du MI6, à San Monique. Pendant ce temps, Solitaire interroge ses cartes pour connaître le destin de Bond et tire celle des amoureux. Troublée, elle prétend avoir tiré la carte de la mort. Prévenu de l'arrivée de Bond, Kananga déclenche alors un piège mais c'est Rosie Carver qui est tuée. A l'aide d'un deltaplane et de nuit, Bond se pose près de la demeure de Solitaire. A nouveau Solitaire tire une carte, à nouveau celle des amoureux, mais en fait Bond a truqué le paquet qui ne contient que des cartes des amoureux, toutes identiques. Bond et elle couchent donc ensemble, ce qui détruit ses dons de voyance. Elle accepte alors de coopérer avec Bond et fuit l'île en sa compagnie afin de rejoindre la Louisiane, découvrant au passage les plantations de pavots de Kananga.
À leur arrivée, Bond réussit à échapper à des hommes de main de Kananga qui voulaient le piéger dans un aéroport. Il rejoint Leiter pour se rendre au Fillet of Soul de la Nouvelle-Orléans. Lorsque Leiter part téléphoner, la table de Bond s'enfonce dans le sous-sol, où il est attendu par Mr Big qui se révèle être en réalité Kananga. Il explique alors que sa production d'héroïne sur San Monique est protégée par la peur du vaudou qu'ont les riverains. Il souhaite la distribuer gratuitement afin de casser le marché et d'en avoir le monopole, les autres cartels de la drogue faisant banqueroute. En utilisant le numéro de série de la montre de Bond, il teste ensuite les pouvoirs de Solitaire, qui échoue: avoir fait l'amour pour la première fois avec un homme (Bond en l'occurrence) lui a fait perdre ses pouvoirs. Kananga ne révèle pas son échec devant Bond qui est escorté en dehors par Tee-Hee, un manchot doté d'un bras mécanique se terminant par une pince coupante. Kananga châtie ensuite Solitaire en raison de sa trahison (il voulait être le premier à lui faire l'amour et donc lui enlever ses pouvoirs de voyance, au moment où il le jugerait opportun) et la laisse dans les mains de Baron Samedi afin qu'elle soit sacrifiée selon le rituel vaudou de San Monique.
Bond est conduit par Tee-Hee dans une ferme d'une zone forestière non exploitée, laquelle héberge des alligators ainsi qu'un laboratoire de Kananga. Bond est abandonné sur un petit parterre, au milieu d'un lac, à la merci des reptiles. Il réussit à échapper au piège en sautant sur les alligators, puis met le feu à la ferme et dérobe un hors-bord. Il est poursuivi par les hommes de Kananga et le shérif J. W. Pepper mais réussit à s'échapper et rejoint Felix Leiter qui l'informe que Kananga, Samedi et Solitaire sont partis pour San Monique.
Bond retourne à San Monique et, avec l'aide de Quarrel Jr., installe des explosifs dans les plantations. Il interrompt alors le sacrifice vaudou et libère Solitaire. Puis, il combat le Baron Samedi et le jette dans un coffre de serpents venimeux. Bond et Solitaire gagnent le sous-sol de l'île. Ils y trouvent Kananga qui leur indique que sa production n'est pas interrompue malgré les explosions. Bond et Solitaire sont emmenés avec un monte-charge au-dessus d'un bassin de requins. Kananga blesse Bond avec un couteau afin que le sang attire le requin. Mais Bond se libère grâce à sa montre magnétique et attire vers lui une capsule de gaz. Il combat alors Kananga et lui enfonce la capsule dans la bouche. Kananga explose.
Felix laisse Bond et Solitaire sur un quai de gare. Tee-Hee surgit dans le wagon des amants mais est éjecté par Bond. Cependant, le Baron Samedi est perché à l'avant du train et rit de façon ostentatoire et inquiétante.

## Fiche technique

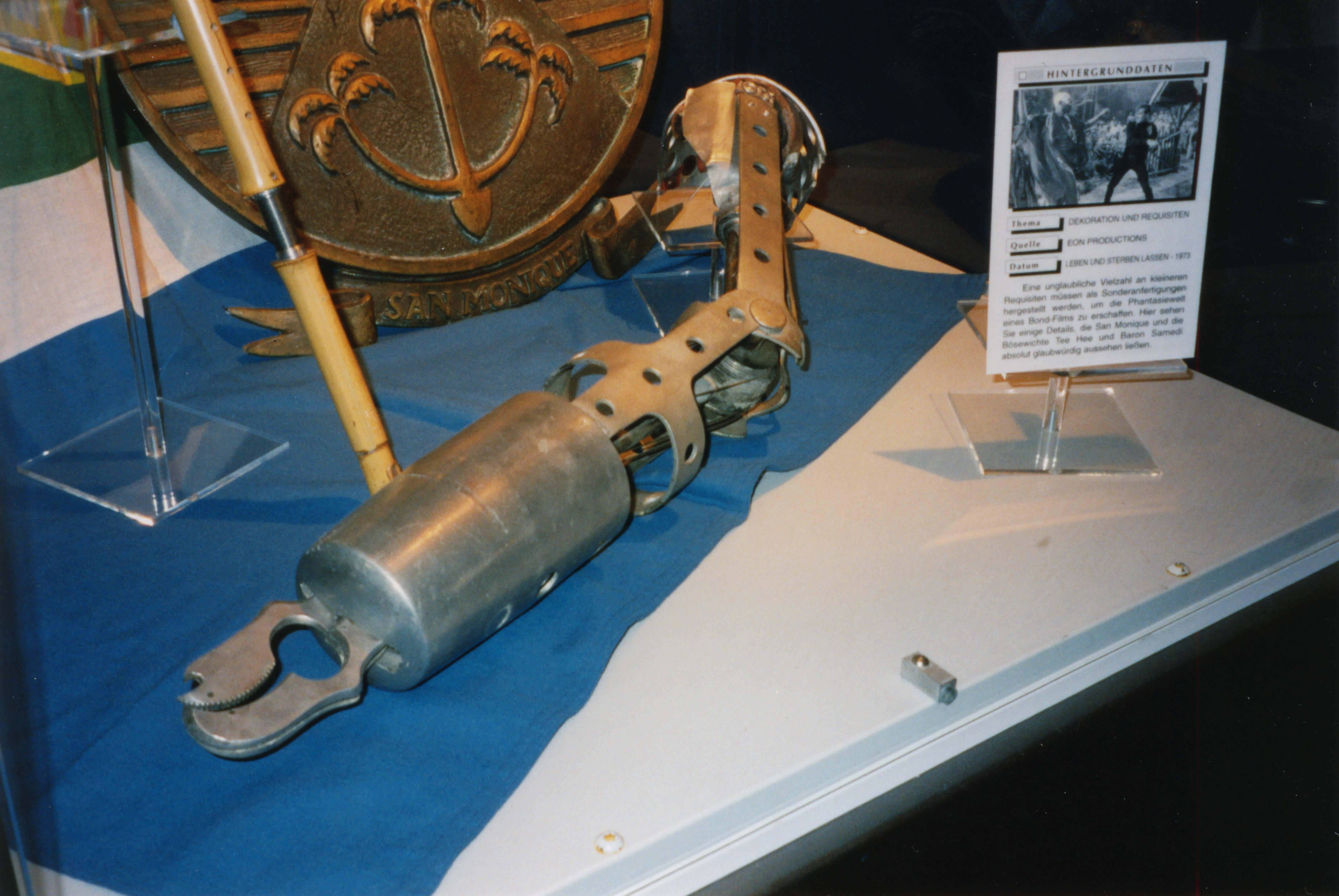
Le bras d'acier de Tee-Hee

- Titre francophone : Vivre et laisser mourir
- Titre original : Live and Let Die
- Réalisation : Guy Hamilton
- Scénario : Tom Mankiewicz, d'après le roman du même nom de Ian Fleming[1]
- Musique : George Martin ; James Bond Theme de Monty Norman
  - Chanson : Live and Let Die, paroles de Linda McCartney, musique de Paul McCartney, interprétée par Paul McCartney avec les Wings
- Direction artistique : Syd Cain (en) (supervision), Robert W. Laing, Peter Lamont
- Costumes : Julie Harris
- Photographie : Ted Moore
- Montage : Bert Bates, Raymond Poulton, John Shirley
- Production : Harry Saltzman et Albert R. Broccoli
- Société de production : EON Productions
- Société de distribution : United Artists
- Budget : 7 millions de dollars
- Pays de production :  Royaume-Uni,  États-Unis
- Langues originales : anglais, hongrois
- Format : Couleurs — 35 mm — 1,85:1 — Son mono
- Genre : espionnage, aventures, action, thriller
- Durée : 122 minutes
- Dates de sortie[2] :
  - États-Unis : 27 juin 1973
  - Royaume-Uni : 5 juillet 1973 (première mondiale à Londres), 6 juillet 1973 (sortie nationale)
  - France : 21 décembre 1973

## Distribution

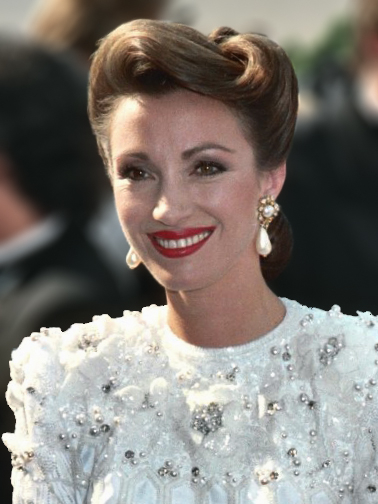
Jane Seymour en 1988.

- Roger Moore (VF : Claude Bertrand) : James Bond
- Yaphet Kotto (VF : Med Hondo / Yvan Labéjof) : Dr Kananga / Mr Big (M. Gros-Bonnet en VF)
- Jane Seymour (VO : Nikki van der Zyl / VF : Monique Thierry) : Solitaire
- Clifton James (VF : Pierre Garin) : le shérif J. W. Pepper
- Julius Harris (VF : Amboise M'Bia) : Tee-Hee
- Geoffrey Holder (VF : Roger Lumont) : Baron Samedi
- David Hedison (VF : Francis Lax) : Felix Leiter
- Gloria Hendry (VF : Françoise Marie-Catherine) : Rosie Carver
- Bernard Lee (VF : Jean-Henri Chambois) : « M »
- Lois Maxwell (VF : Paule Emanuele) : Miss Moneypenny
- Tommy Lane (VF : Tola Koukoui) : Adam
- Earl Jolly Brown (VO : Alistair Abell / VF : Jean Violette) : Whisper (Murmure en VF)
- Roy Stewart (VF : Georges Atlas) : Quarrel Fils
- Lon Satton (VF : Pierre Marteville) : Harold Strutter
- Joie Chitwood (VF : Roger Rudel) : Charlie / Toto
- Alvin Alcorn : l’assassin à La Nouvelle-Orléans (non crédité)

Sources et légendes : Version française (VF) sur Objectif Cinéma

## Lieux de l'action
- États-Unis :
  -  New York :
    - Siège de l'ONU (scène pré-générique)
    - Harlem

  -  Louisiane
    - La Nouvelle-Orléans (dont une scène pré-générique)
    - Bayous
- Angleterre : Londres
- San Monique (île fictive située dans les Caraïbes)

## Production

### Genèse du projet et écriture
C'est durant le tournage des diamants sont éternels qu'est venue l'idée d'adapter le roman Live and Let Die. Le scénariste Tom Mankiewicz pensait qu'il était judicieux d'avoir un méchant de couleur noire dans le film, car les Black Panthers étaient très actifs à l'époque.
Guy Hamilton, déjà réalisateur de Goldfinger et des diamants sont éternels, est engagé pour réaliser le film. Amateur de jazz, Mankiewicz lui suggère de situer et de tourner le film à La Nouvelle-Orléans, mais le réalisateur rappelle que le Mardi gras et la parade musicale Junkanoo ont déjà été montrés dans Opération Tonnerre en 1965. Après des repérages par hélicoptère, le choix de la ville est cependant maintenu,.
Initialement, Bond devait être pris au piège dans une plantation de café et « manquer de se faire moudre dans un moulin à café géant », révèle le scénariste Tom Mankiewicz. Mais lors de repérages en Jamaïque, l'équipe découvre une ferme d'alligators qui plaît tellement aux producteurs qu'ils décident de l'inclure dans l'histoire. Tom Mankiewicz va même donner le nom du propriétaire de la ferme, Ross Kananga, au personnage maléfique du film.

### Attribution des rôles

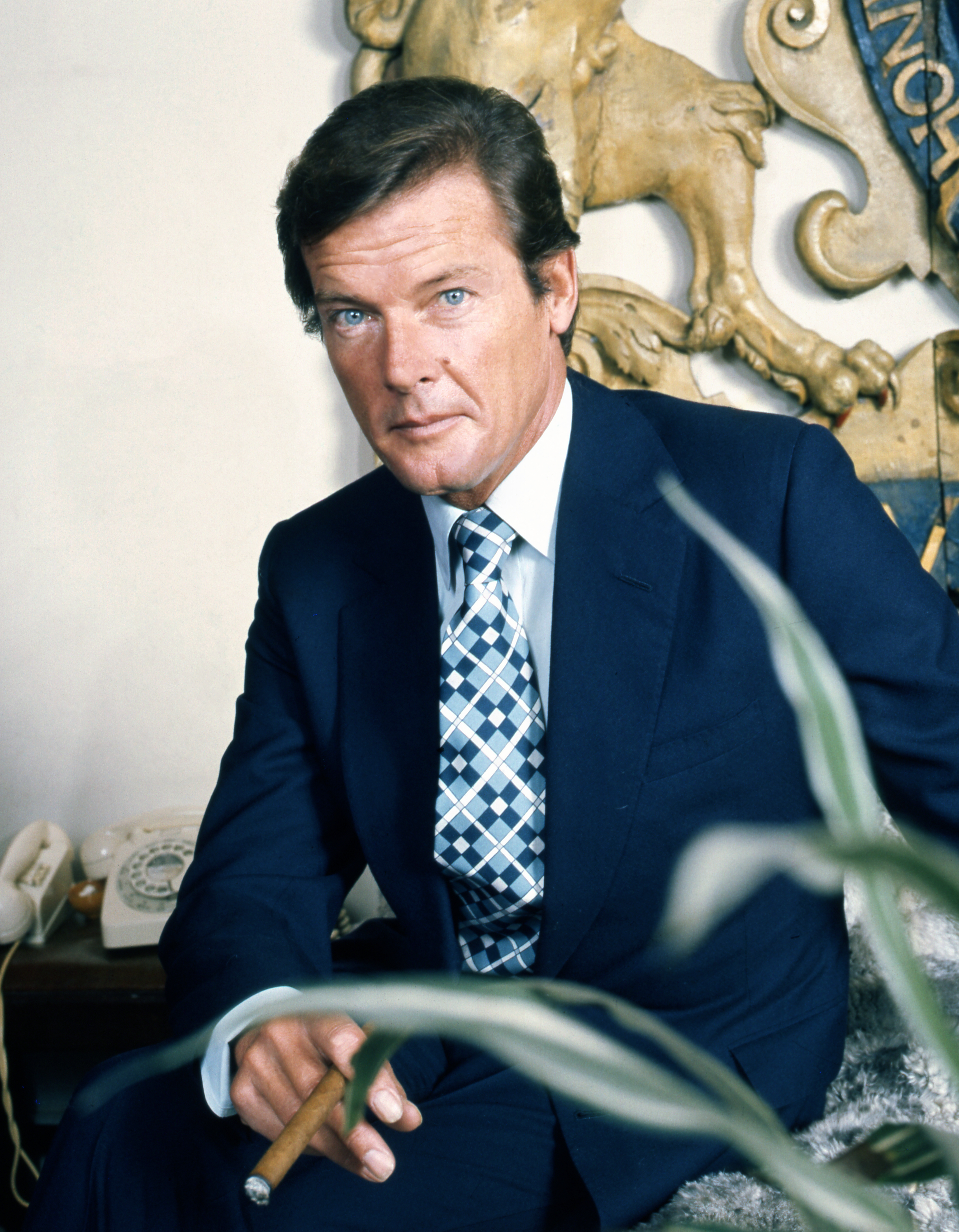
Roger Moore (photographié par Allan Warren) en 1973

Roger Moore, qui s'est fait connaître du grand public dans un autre rôle d'espion, Le Saint (1962-1969) et est devenu une vedette internationale avec la série télévisée Amicalement vôtre (1970-71), est choisi pour succéder à Sean Connery. Il avait déjà été envisagé pour lui succéder dès Au service secret de sa Majesté, mais ne pouvait alors pas se libérer, encore sous contrat avec sa série Le Saint. Il incarnera James Bond à sept reprises entre 1973 et 1985.
Les producteurs envisagent dans un premier temps le retour de Honey Rider, le personnage incarné par Ursula Andress dans James Bond 007 contre Dr No, avant de décider à la dernière minute qu'il serait inapproprié de lui faire vivre une nouvelle histoire d'amour avec Bond[réf. nécessaire].
Pour le rôle de Solitaire, Tom Mankiewicz souhaitait Diana Ross, alors que les producteurs voulaient une actrice blanche, comme Catherine Deneuve. Mais Jane Seymour, repérée dans la série britannique La Grande Aventure de James Onedin par le producteur Albert R. Broccoli, obtient finalement le rôle.

### Tournage
En novembre, l'équipe se rend en Jamaïque, qui sert de décors à l'île fictive de San Monique. La production est ensuite divisée en deux : une équipe pour les intérieurs aux Pinewood Studios, une autre en extérieur à Harlem,.
Roger Moore effectue la majorité de ses cascades, notamment pour les scènes avec le hors-bord.
Une partie du tournage est compliquée en raison du mauvais climat en Louisiane et de scènes d'actions très ambitieuses. Les bayous sont envahis par les roseaux et rendent impossible la poursuite en hors-bord. Les premières tentatives du saut avec le hors-bord échouent, conduisant le cascadeur à l'hôpital, et lorsque les bateaux doivent traverser la pelouse, ils heurtent les arbres. Roger Moore tombe malade et est hospitalisé à son tour. Lorsque le bus veut faire un demi-tour avec Jane Seymour à bord, il manque de se renverser et de nombreuses motos sont également accidentées[réf. nécessaire].
Lieux de tournage
| États-Unis - New York : - New York : - siège de l'ONU (pré-générique) - Aéroport international de New York - John-F.-Kennedy, Queens - Manhattan : - Franklin D. Roosevelt Drive - Central Park - Harlem - Louisiane : - La Nouvelle-Orléans: - Vieux carré français - rue Bourbon - 826 Chartres Street - Durmaine Street (pré-générique) - Aérodrome de Lakefront - Slidell - Lac Pontchartrain - Irish Bayou - Kenner - Aéroport international Louis Armstrong de La Nouvelle-Orléans - Paroisse de Jefferson | Angleterre - Pinewood Studios Jamaïque - Comté de Cornwall - Falmouth - Jamaica Safari Village (scène des crocodiles) - Hampden Wharf Jetty - Half Moon Bay - Paroisse de Hanover : - Lucea Highway - Johnson Town - Montego Bay : - Gunpoint Wharf Docks - Rose Hall Great House Resort, Chambre 52, Bungalow 9 (Hôtel de James Bond à San Monique) - Comté du Middlesex - Ocho Rios : - Sans Souci Resort - Spring Valley - Runaway Bay : Green Grotto Caves (base souterraine de Kananga) |

Lieux d'actions selon la chronologie du film
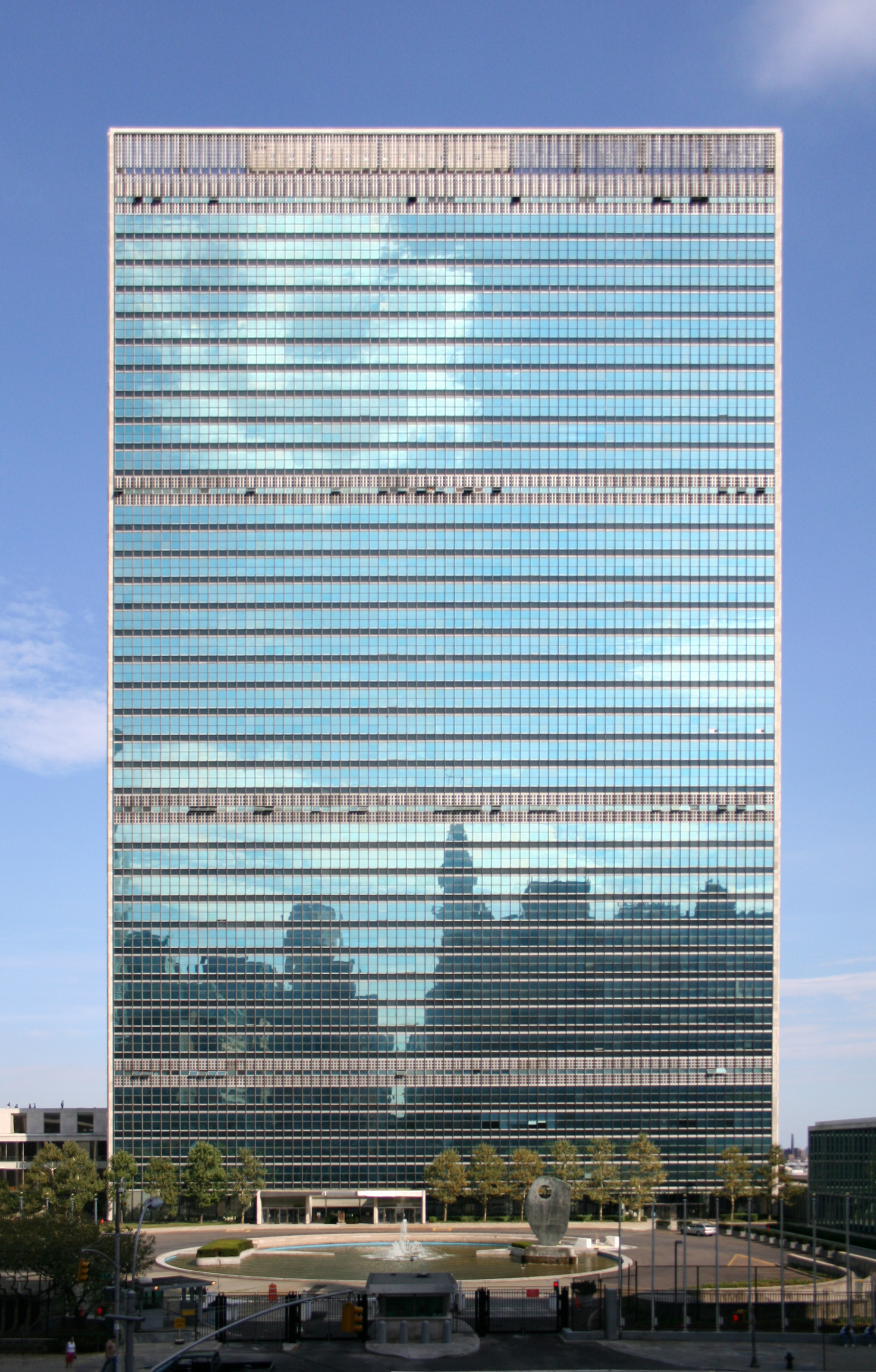
Siège de l'ONU à New York
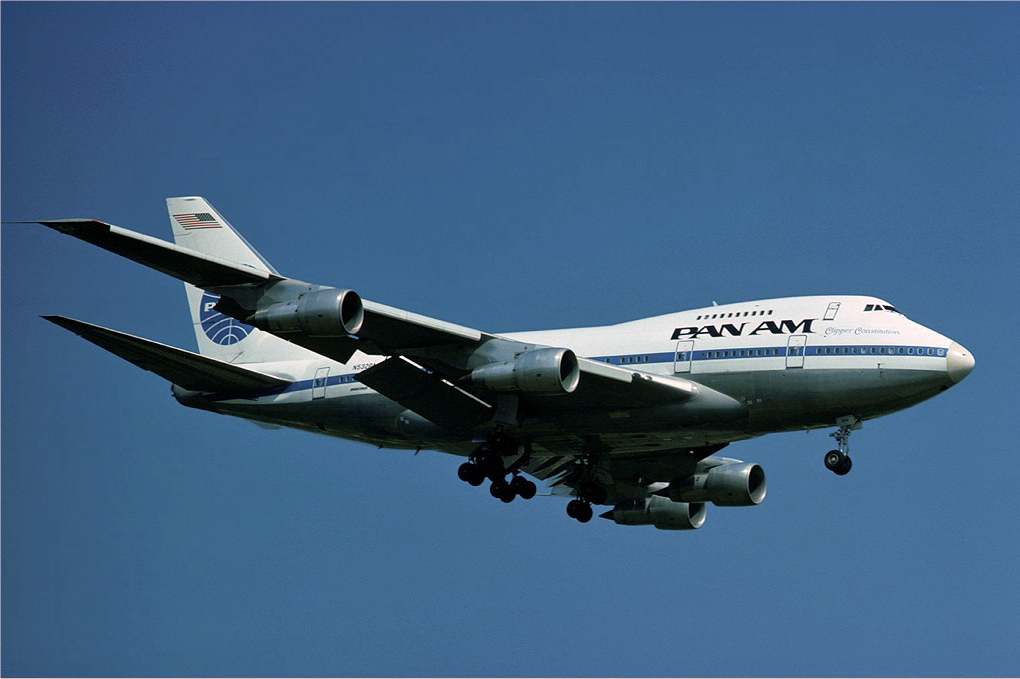
Boeing 747 de la Pan Am utilisé par Bond sur le vol Londres/New-york
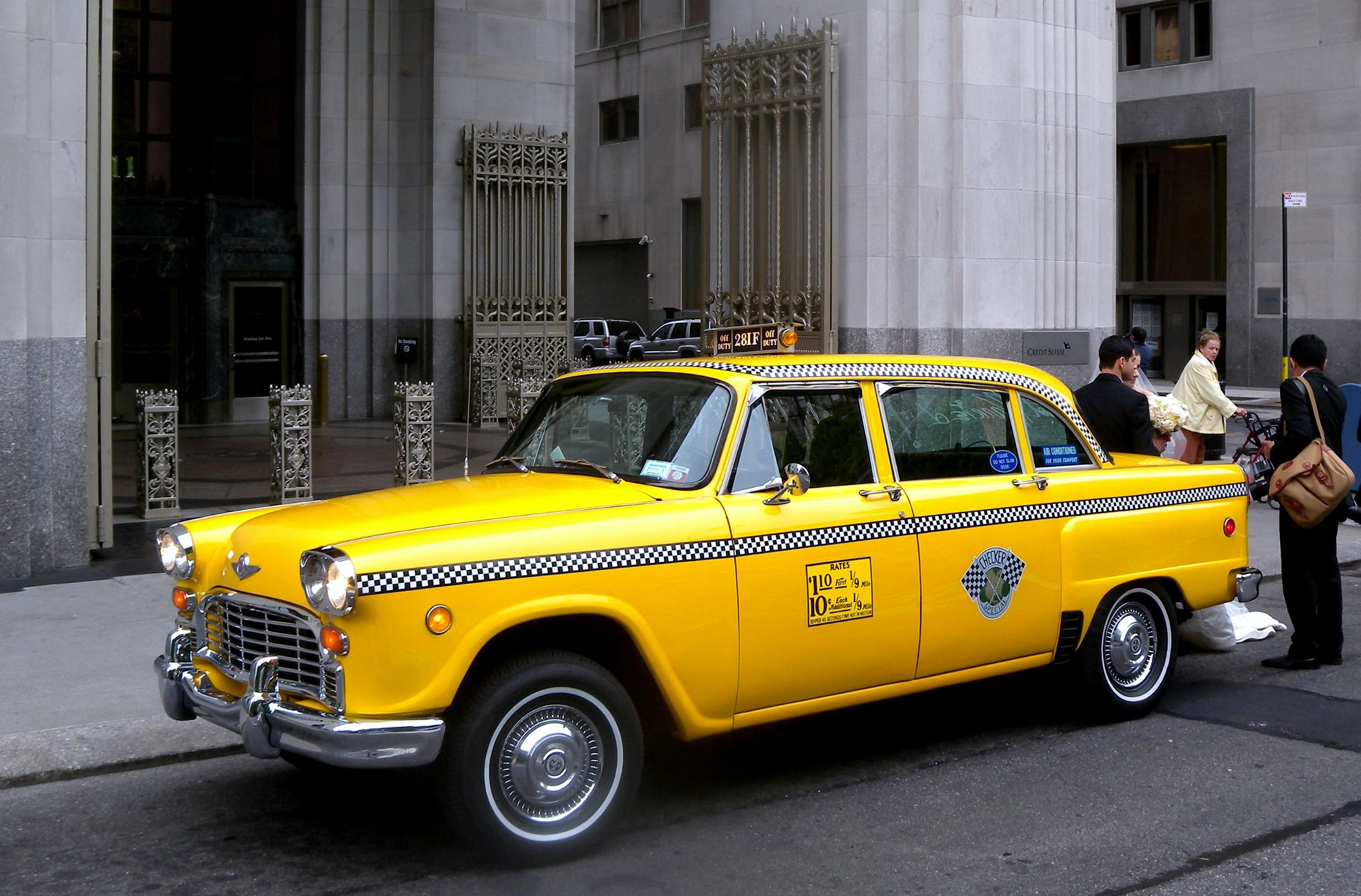
Checker Taxi utilisé par Bond pour suivre Kananga
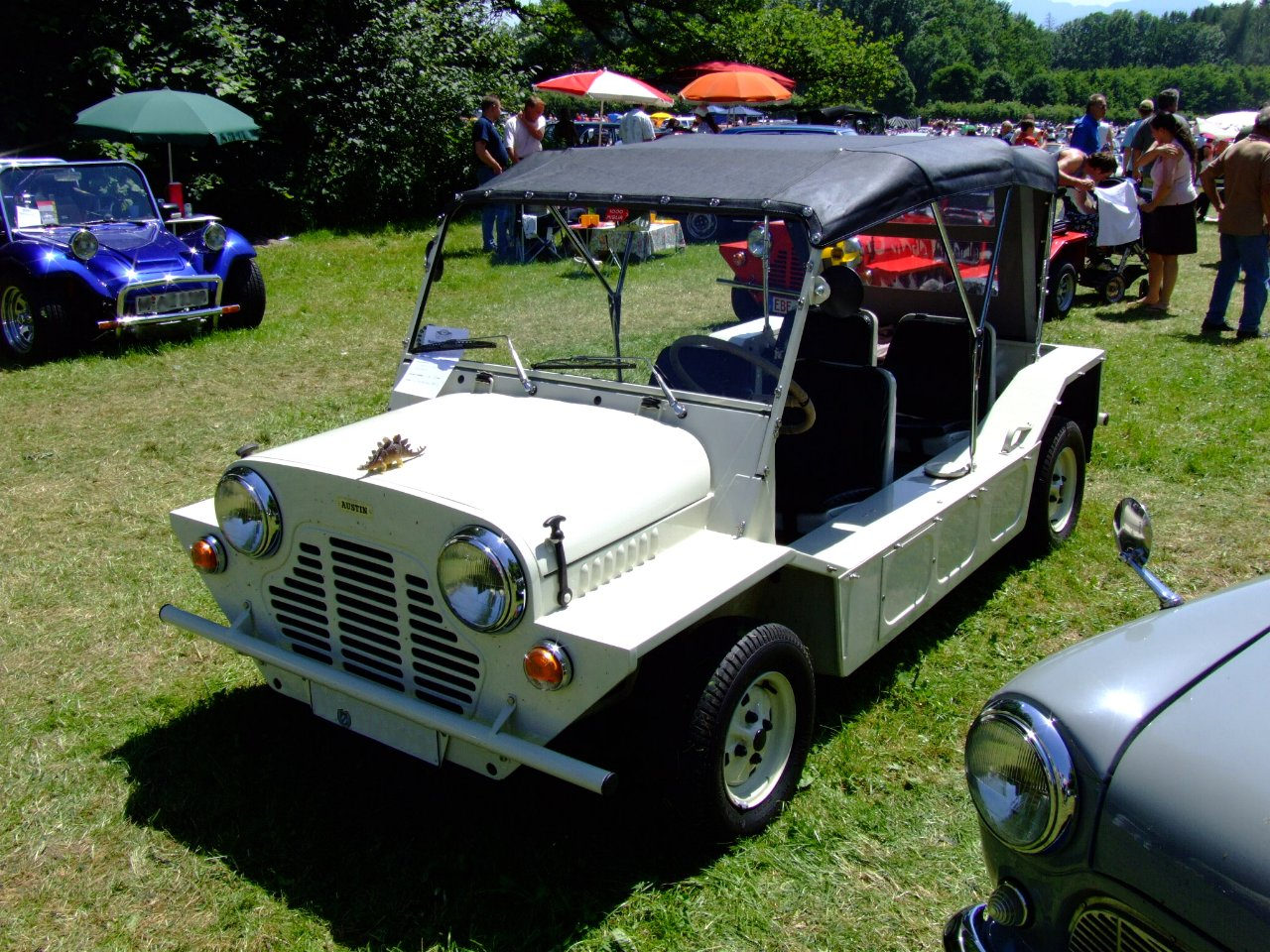
Austin Mini Moke louée par Bond à San Monique
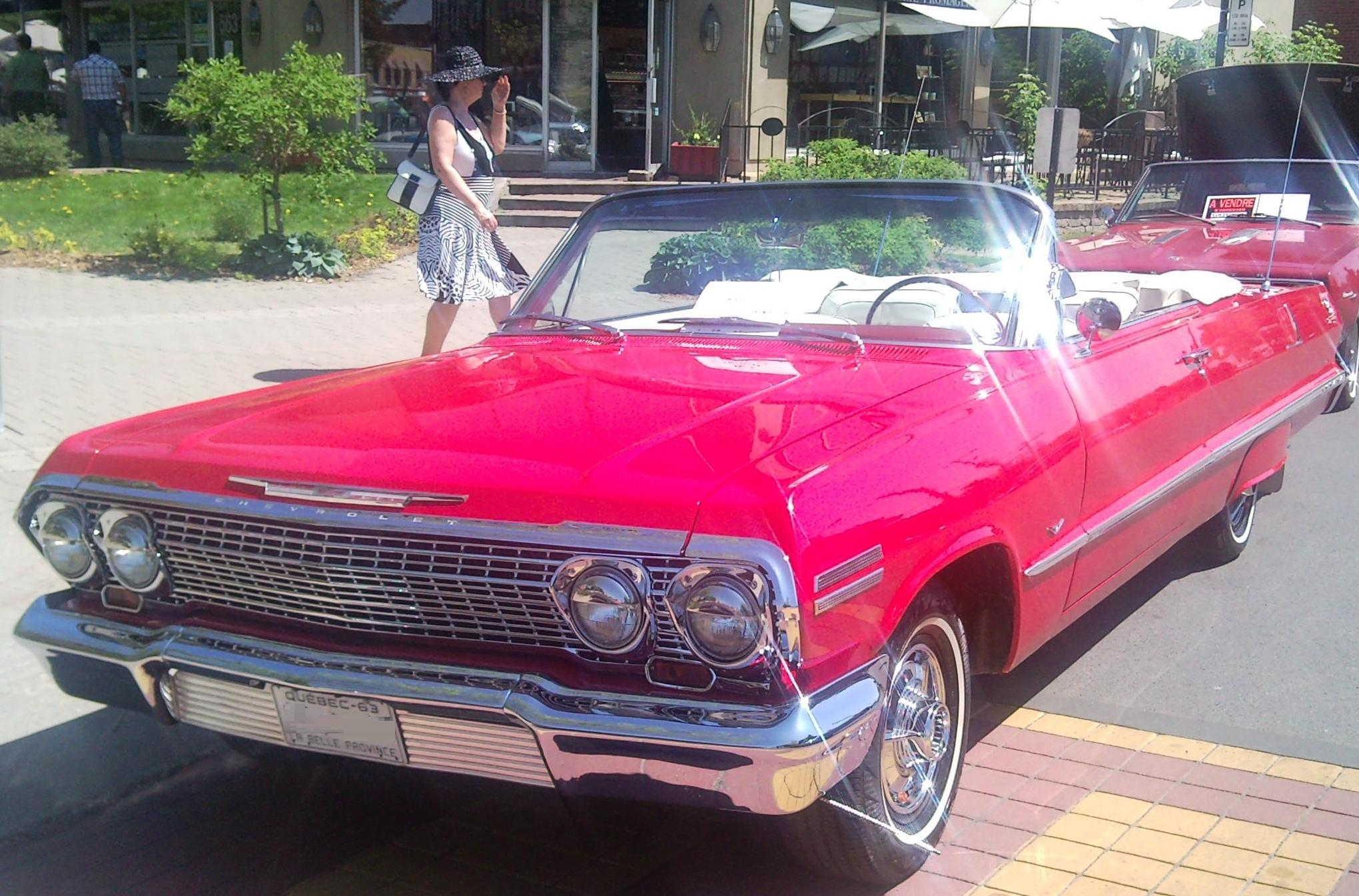
Chevrolet Impala Convertible 1963 louée par Bond à San Monique
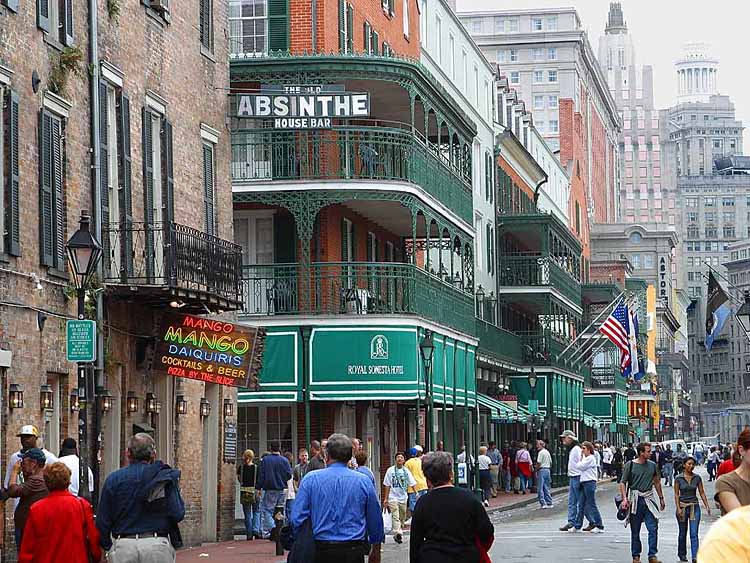
Le rue Bourbon à La Nouvelle-Orléans
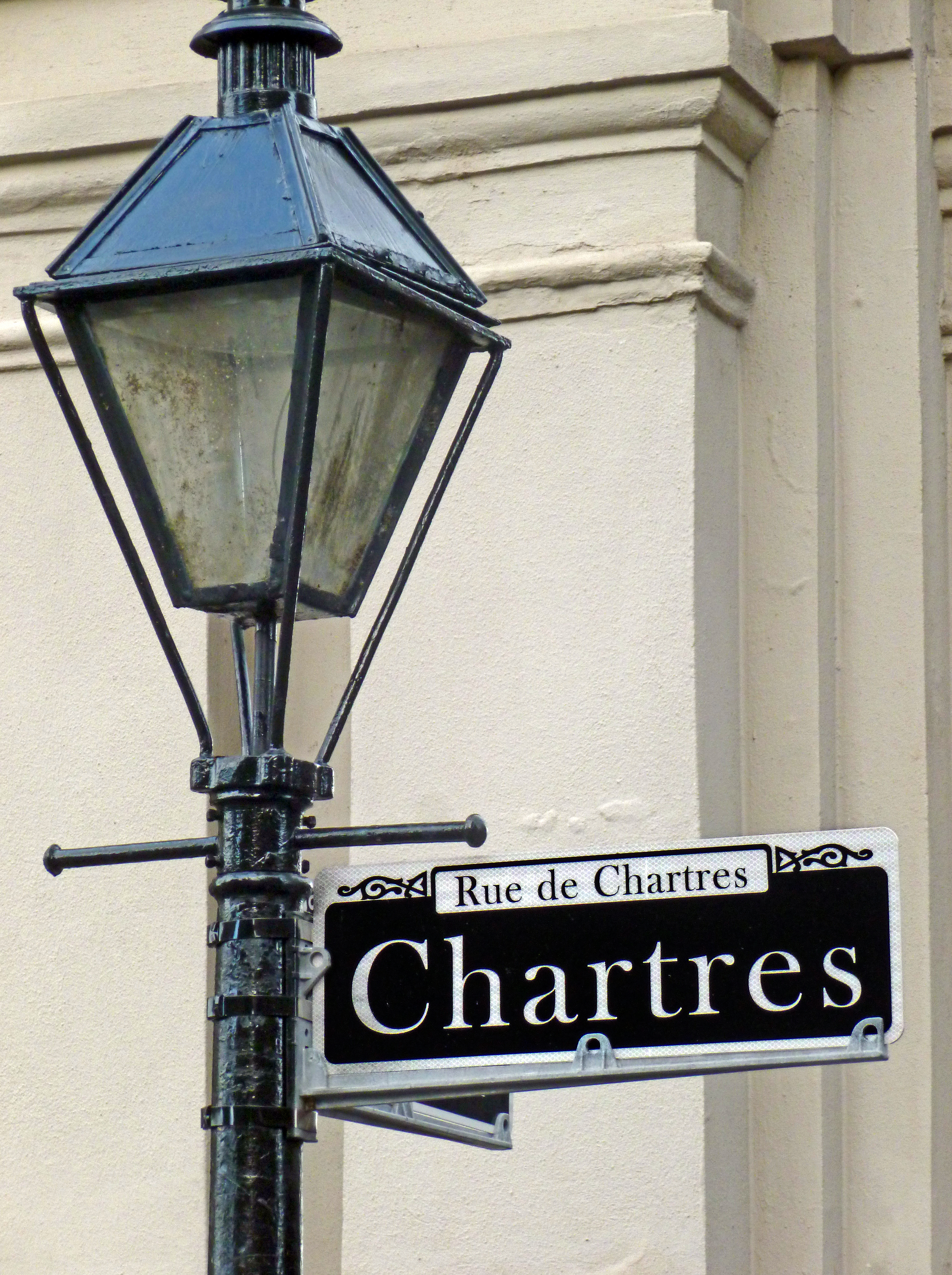
La rue de Chartres à la Nouvelle-Orléans
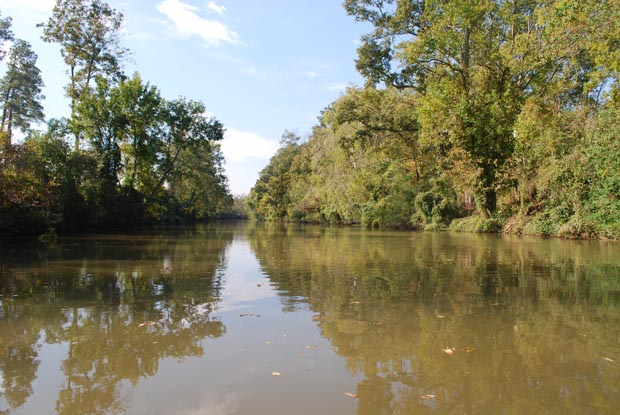
Course-poursuite dans les bayous

## Bande originale
Bandes originales James Bond
Les diamants sont éternels
(1971) L'Homme au pistolet d'or
(1974)
Après avoir consécutivement composé six bandes originales de James Bond, John Barry n'était pas disponible pour celle de Vivre et laisser mourir. Les producteurs Harry Saltzman et Albert R. Broccoli demandent alors à Paul McCartney d'écrire la chanson du générique. L'ancien Beatles en compose la musique et les paroles et l'interprète avec son nouveau groupe, Wings. Impressionné par le travail de George Martin, producteur historique des Beatles, sur la démo de Live and Let Die, les producteurs l'engagent pour composer la bande originale du film.
Listes des titres
1. Live and Let Die (Main Title) – Paul McCartney & Wings
2. Just a Closer Walk with Thee (trad., arr. Milton Batiste) / New Second Line (Milton Batiste) – Harold A. « Duke » Dejan and The Olympia Brass Band
3. Bond Meets Solitaire
4. Whisper Who Dares
5. Snakes Alive
6. Baron Samedi's Dance of Death
7. San Monique
8. Fillet of Soul – New Orleans / Live and Let Die / Fillet of Soul – Harlem – B. J. Arnau
9. Bond Drops In
10. If He Finds It, Kill Him
11. Trespassers Will Be Eaten
12. Solitaire Gets Her Cards
13. Sacrifice
14. James Bond Theme (Monty Norman)
Titres bonus ajoutés pour la remasterisation en CD en 2003
15. Gunbarrel/Snakebit
16. Bond to New York
17. San Monique (Alternate)
18. Bond and Rosie
19. The Lovers
20. New Orleans
21. Boat Chase
22. Underground Lair

## Distinctions

### Récompenses
- Evening Standard British Film Awards 1974 : meilleur film[13]
- Goldene Leinwand 1974 : meilleure production pour United Artists

### Nominations
- Oscars 1974 : meilleure chanson originale pour Live and Let Die
- Grammy Awards 1974 : meilleure bande originale d'un film

## Accueil

### Box-office
Le film fait 3 053 913 entrées en France, 35 377 836 $ de recettes aux États-Unis et 91 000 000 $ dans le reste du monde, totalisant ainsi 126 377 836 $ de recettes mondiales.

## Commentaires

### Différences avec les précédents films
Vivre et laisser mourir marque un changement radical dans les films de James Bond, notamment pour éviter un nouvel échec après la prestation de George Lazenby dans Au service secret de Sa Majesté (1969), Sean Connery ayant définitivement renoncé au rôle. Concernant le personnage lui-même : 
- il reçoit ses ordres chez lui et non au MI6 ;
- il ne porte pas de chapeau ;
- il ne fume pas de cigarettes, mais des cigares. Bien qu'il soit souvent allégué que le contrat de Roger Moore lui permettait un accès illimité à des Montecristo roulés à la main, et que cela coûta à la production plus de 3 000 livres sterling de l'époque, lors d'une foire aux questions organisée sur son site officiel en juin 2012, Roger avouera que cette anecdote était totalement fausse, et qu'il l'avait inventée car il trouvait que les questions qu'on lui posait en interview étaient trop ennuyeuses[15].

Pour la première fois depuis ses débuts dans Bons baisers de Russie (1963), Desmond Llewelyn alias Q n'apparaît pas dans ce film. Il y avait, de la part des scénaristes, une volonté de se démarquer des Bond précédents, d'où la quasi-absence de gadgets, hormis la montre-aimant de Bond. Les fans réclamèrent le retour de Q pour l'épisode suivant, L'Homme au pistolet d'or (1974).

### Autour du film
- Lors du rite vaudou de pré-générique, les acteurs qui jouent le prêtre et la victime étaient l'un et l'autre terrifiés par les serpents. Mise en présence d'un véritable serpent, la « victime » s'était réellement évanouie [9].
- L'idée du crochet de Tee-Hee vient de l'acteur Julius Harris. Lorsque le réalisateur Guy Hamilton lui demanda quelle arme il souhaiterait, Harris répondit : « Vous avez déjà utilisé tant de pistolets et de poignards, donnez-moi un truc inhabituel, un crochet ou une pince. »
- Dans le roman original, c'est Quarrel qui conduit Bond à San Monique avant de trouver la mort dans Docteur No, carbonisé par le char-dragon. Or, Dr No ayant été adapté au cinéma bien avant Vivre et laisser mourir (c'est même le premier film de la saga), le scénariste Tom Mankiewicz choisit de créer le personnage de Quarrel Jr., fils du précédent, afin de ne causer aucune incohérence dans la saga.
- Durant le tournage à La Nouvelle-Orléans, Jane Seymour se rendit chez une cartomancienne de la rue Bourbon afin de mieux interpréter son rôle. Celle-ci lui apprit qu'elle se marierait trois fois, alors qu'elle venait juste d'épouser le metteur Michael Attenborough. De fait, elle divorça quelques mois plus tard et se remaria trois fois, toutes ses unions finissant par des divorces. Quant à Roger Moore, on lui prédit qu'il se dévouerait à des causes humanitaires. En 1991, il devint ambassadeur de bonne volonté de l'Unicef.
- Geoffrey Holder, qui interprète le Baron Samedi, est non seulement acteur mais aussi danseur, chorégraphe, créateur de costumes et peintre à succès. Pour Vivre et laisser mourir, il chorégraphia toutes les séquences de danse vaudou.
- Gloria Hendry, qui joue l'agent de la CIA Rosie Carver, est la première jeune femme noire à avoir une liaison à l'écran avec 007. En Afrique du Sud, les scènes d'amour entre Roger Moore et elle furent coupées, conformément à la politique d'apartheid en vigueur.
- Pour la séquence de deltaplane, Roger Moore dut être élevé dans les airs sans harnais de sécurité (qui aurait été visible à l'écran). Le deltaplane était toutefois arrimé par un câble à une grue qui le guidait.
- C'est le propriétaire de la ferme de crocodiles, Ross Kananga, qui suggéra et réalisa la cascade du saut sur les têtes de vrais crocodiles au risque de sa vie, moyennant un chèque de 60 000 $[16].
- Le maquillage de « Mr. Grosbonnet » arboré par Yaphet Kotto fut conçu par Rick Baker, qui plus tard devint célèbre pour avoir transformé Michael Jackson en loup-garou dans son vidéoclip Thriller (1983). Il a aussi maquillé Robert Downey Jr. pour Tonnerre sous les tropiques (2008).
- Ce film fut le premier James Bond à bénéficier de l'apport du génie des miniatures Derek Meddings, qui exerça son talent sur les champs de pavot. Meddings demeura membre de l'équipe 007 jusqu'à GoldenEye (1995), pour lequel il réalisa des trains et des hélicoptères miniatures.
- La chanson du film Live and Let Die de Paul et Linda McCartney, fut la première chanson d'un film de James Bond nommée aux Oscars. Elle dut s'incliner face à The Way We Were (pour le film Nos plus belles années), interprétée par Barbra Streisand.
- Ironie de l'histoire, dans Goldfinger (1964), James Bond jugeait malsain d'écouter les Beatles « sans boules Quiès » alors que c'est un ancien Beatles qui en composera le générique 9 ans plus tard.
- L'instrumental du titre Live and Let Die a servi de générique, à la télévision française, pour la célèbre émission politique L'Heure de vérité.
- Le personnage du Baron Samedi, apparaît dans le jeu GoldenEye sur la nintendo 64 dans la mission bonus (The Egyptian) et peut être joué dans le mode multijoueur
- On aperçoit les fondations du World Trade Center, alors en construction, lors de la scène au QG de la CIA à New York.